# Protéine NS2
La protéine NS2 est une protéine non structurelle du virus de l'hépatite C. Son rôle est mal connu, elle modulerait l'expression des gènes de la cellule et l'apoptose.

## Référence
Sarah Welbourn, Arnim Pause, « Chapter 5: HCV NS2/3 Protease » (lire en ligne), Seng-Lai Tan, Hepatitis C Viruses: Genomes and Molecular Biology, 2006,  (ISBN 978-1-904933-20-5) (lire en ligne)